# Plataforma por los Permisos Iguales e Intransferibles de Nacimiento y Adopción
Plataforma por Permisos Igualitarios de Nacimiento y Adopción (PPIINA) (PPIINA) es una plataforma ciudadana fundada en el año 2005 en España que tiene como objetivo conseguir la equiparación de los permisos de paternidad con los de maternidad. La PPIINA forma parte de la red internacional PLENT y está integrada por más de un centenar de asociaciones y organizaciones, así como por cerca de 200 personas a título individual.

## Objetivo de la PPIINA
La PPIINA promueve una reforma legislativa para conseguir la equiparación de los permisos por nacimiento, adopción, guarda con fines de adopción o acogimiento, de igual duración, intransferibles y pagados al 100 % para ambos progenitores, con independencia de su sexo y tipo de familia. Defiende que esta reforma incidirá de manera decisiva sobre los siguientes pilares fundamentales que impiden la igualdad real y efectiva en nuestras sociedades el acceso de mujeres y hombres en igualdad de condiciones al empleo y al cuidado de menores a su cargo y, así mismo, que estos puedan disfrutar de ambos progenitores y socializarse en un ambiente familiar igualitario, evitando, de esta manera, que el rol de los cuidados quede casi en exclusiva asignado a las mujeres como viene siendo habitual.

## Proposición de ley

### Principales elementos de la proposición de ley
La proposición de ley plantea que cada progenitora o progenitor tendrá derecho a dos permisos con distinta denominación, ambos intransferibles y pagados al 100% de la base reguladora:
- “Permiso parental inicial” de dos semanas obligatorias a disfrutar antes de que transcurran dos semanas a partir del nacimiento, adopción, guarda con fines de adopción o acogimiento.
- “Permiso parental para la crianza” de catorce semanas, de las cuales cuatro serán obligatorias y diez voluntarias. Este permiso podrá disfrutarse en un bloque o, previo acuerdo con la empresa, en varios, pero siempre antes de que transcurran doce meses a partir del nacimiento, adopción, guarda con fines de adopción o acogimiento. Así, se permite a las familias organizar el periodo de crianza de acuerdo con sus necesidades específicas. Asimismo, este permiso podrá tomarse a tiempo parcial, previo acuerdo de la empresa y con la condición de que la persona trabajadora se reincorpore al empleo durante el tiempo que no corresponda al permiso pagado.

En el caso de la madre biológica, a decisión de la interesada, se mantiene la posibilidad de comenzar el permiso parental inicial hasta cuatro semanas antes del parto. En ese caso, para enlazar dicho permiso parental inicial con el permiso parental para la crianza, este último podría comenzar hasta dos semanas antes del parto.
En el caso del progenitor/a no biológico/a, el permiso parental inicial deberá comenzar a partir del nacimiento del hijo/a. El permiso parental para la crianza deberá comenzar en una fecha posterior a la finalización del permiso parental inicial.

### Calendario de implantación
La reforma parte del mantenimiento de las dieciséis semanas del permiso para las madres biológicas; y prevé la equiparación progresiva del permiso del otro/a progenitor/a, que se irá ampliando durante un periodo transitorio hasta alcanzar la equiparación a dieciséis semanas.
A esta equiparación se llegará de la siguiente manera:
- el “permiso parental inicial” (dos semanas) tendrá efecto pleno desde la entrada en vigor de la Ley.
- el “permiso parental para la crianza” (catorce semanas) será objeto de un periodo transitorio de implantación. Para las madres biológicas, o único/a progenitor/a, queda configurado desde el principio en catorce semanas, de las cuales cuatro obligatorias y diez voluntarias. Para el/la otro progenitor/a, si lo hubiera, empezará siendo de cuatro semanas obligatorias con la entrada en vigor de la Ley, y se irá ampliando hasta completar las cuatro semanas obligatorias y diez semanas voluntarias.

El número de semanas que la madre biológica podrá ceder al otro progenitor/a irá disminuyendo conforme se va ampliando el permiso intransferible del otro/a progenitor/a, hasta que cada permiso parental para la crianza llegue a ser un derecho intransferible de catorce semanas para cada progenitor/a, sin distinciones.
Completado el periodo transitorio de implantación de la reforma, cada persona progenitora tendrá derecho intransferible a dieciséis semanas de permiso, de las cuales seis obligatorias y diez voluntarias y todo pagado al 100% de la base reguladora por parte de la Seguridad Social.

## Breve historia de la propuesta de ley
En el 2012, tras seis años de debate, el grupo parlamentario Izquierda Plural, y tres partidos del Grupo Mixto -Geroa Bai, Bloque Nacionalista Galego y Esquerra Republicana de Catalunya- depositan en el Registro del Congreso de los Diputados la Proposición de Ley de Permisos Iguales, Intransferibles y Pagados al 100% elaborada por la PPIINA. Con posterioridad, en octubre de 2012, la Comisión de Igualdad del Congreso aprobó por unanimidad de todos los grupos parlamentarios una Proposición No de Ley que instó al Gobierno del Estado a reformar la actual estructura de permisos de maternidad y paternidad en el sentido propugnado por la PPIINA. Posteriormente, la PPIINA realizó un debate interno en el que participaron sus más de 100 entidades adheridas y la participación de la red internacional PLENT a la que pertenece.
Paralelamente denunciaron que los planteamientos de ampliación de permisos incluidos en programas de algunos partidos políticos en la práctica desvirtuaban el objetivo último de la propuesta ya que, para que la ampliación y equiparación entre hombres y mujeres de los permisos repercutiera en una igualdad efectiva entre ambos sexos, estos debían ser "intransferibles" y no estar sujetos a "libre distribución". La plataforma denunció que la costumbre, educación y presiones de las empresas, conducen a que sean las mujeres quienes, de manera generalizada, se los tomen. En la misma línea advirtió del peligro de que en el largo proceso de tramitación de la propuesta hacia una ley efectiva, las enmiendas presentadas por los partidos que componen el arco parlamentario fuesen en la dirección de pervertir su objetivo último.
El 18 de octubre de 2016 el Congreso de los Diputados, con solo dos votos en contra, aprobó la propuesta de la PPIINA, comprometiéndose con la necesidad de establecer un calendario completo de ampliación del permiso de paternidad, desde las dos semanas, hasta las 16 que tienen las madres. Un paso previo antes de que la propuesta se convierta en Ley.
Este calendario se fijó en 2019 mediante el Real Decreto 6/2019, debiendo completarse el 1 de enero de 2021, alcanzándose así los permisos iguales, intransferibles y pagados al 100% que propone la PPIINA. Sin embargo, la Plataforma señaló algunas trabas del RD para que ambos progenitores se turnen y se tomen todo el permiso a tiempo completo, para lo cual realizó un análisis de la norma, señalando en cada artículo las modificaciones que serían precisas para cumplir el objetivo. Así mismo, la PPiiNA, en su labor de difusión, consiguió que los medios se hicieran eco del debate.
El 4 de enero de 2017 el grupo parlamentario confederal formado por Unidos Podemos, En Comú-Podem y En Marea, registró en el Congreso de los Diputados una Proposición de Ley cuyo contenido se ajusta a la propuesta elaborada por la PPIINA. Esta Proposición de Ley fue vetada en dos ocasiones por el gobierno del PP para su tamitación parlamentaria definitiva. Tras un cambio de gobierno motivado por una moción de censura presentada y ganada por el PSOE, el 26 de junio de 2018, el Pleno del Congreso de los Diputados, por unanimidad “tomó en consideración” y, por tanto, aceptó iniciar la tramitación de la proposición de ley de reforma de permisos de paternidad y maternidad presentada por tercera vez por el grupo parlamentario formado por Unidos Podemos, En Comú Podem y En Marea. El trámite parlamentario supone que, una vez la Proposición de Ley llegue a la Mesa del Congreso, se ordena su publicación y se envía a la comisión correspondiente, tras lo cual los Grupos Parlamentarios tienen 15 días para presentar enmiendas al texto.

## Actividad de investigación y debate social
La actividad desarrollada por la PPIINA ha generado trabajos de investigación académica. Entre estos trabajos se encuentran:

### Tesis doctorales
- (2012) Lapuerta Méndez, Irene. Employment, motherhood and parental leaves in Spain.[20]
- (2015) Castro García, Carmen. Modelos de bienestar, igualdad de género y permisos por nacimiento en un contexto de crisis del modelo social europeo.[21]
- (2016) Castellanos Serrano, Cristina. Evaluación de políticas públicas: los regímenes económicos matrimoniales y los sistemas de permisos parentales. Efectos sobre el régimen de bienestar desde la perspectiva de género.[22]

### Artículos científicos
- (2016) Castro García, Carmen y Pazos Morán, María. Parental leave policy and gender equality in Europe. Feminist Economics, 22:3, 51-73.[23]
- (2016) Domínguez-Folgueras, Marta; Jurado-Guerrero, Teresa; Botía-Morillas, Carmen & Amigot-Leache, Patricia. "The house belongs to both’: undoing the gendered division of housework. Community, Work & Family, 1-20.
- (2016) Castro García, Carmen.  Potencialidad transformativa de las políticas públicas. El caso de los permisos por nacimiento en Europa. Atánticas, 110-140.[24]

### Libros
- (2015) González, María José & Jurado-Guerrero, Teresa (eds.). Padres y madres corresponsables. Una utopía real, Madrid, Los Libros de la Catarata.

### Entrevistas en los medios
- Entrevista a Carmen Castro en el programa El matí À punt, del Observatori de l'Igualtat, con motivo de la aprobación por parte del Congreso de la tramitación el 26/06/2018 de la Propuesta de Ley de los Permisos Iguales e Intrasferibles.[25]